# Miami Open 2005 - Qualificazioni doppio femminile
Le qualificazioni del doppio femminile del Miami Open 2005 sono state un torneo di tennis preliminare per accedere alla fase finale della manifestazione. I vincitori dell'ultimo turno sono entrati di diritto nel tabellone principale. In caso di ritiro di uno o più giocatori aventi diritto a questi sono subentrati i lucky loser, ossia i giocatori che hanno perso nell'ultimo turno ma che avevano una classifica più alta rispetto agli altri partecipanti che avevano comunque perso nel turno finale.
Le qualificazioni del torneo di doppio del Miami Open 2005 prevedevano 8 coppie partecipanti di cui una è entrata nel tabellone principale.

## Teste di serie
1. Alina Židkova /  Tetjana Perebyjnis (ultimo turno)

1. Stéphanie Cohen-Aloro /  Selima Sfar (Qualificate)

## Tabellone

### Legenda
| - Q = Qualificato - WC = Wild card - LL = Lucky loser | - ALT = Alternate - SE = Special Exempt - PR = Protected Ranking | - w/o = Walkover - r = Ritirato - d = Squalificato |

|  | Primo turno                    | Primo turno                    | Primo turno |  |  | Secondo turno                  | Secondo turno                  | Secondo turno             |                           |   | Terzo turno                | Terzo turno                | Terzo turno | Terzo turno | Terzo turno |  |
|  |                                |                                |             |  |  |                                |                                |                           |                           |   |                            |                            |             |             |             |  |
|  | 1                              | Alina Židkova T Perebyjnis     | 8           |  |  |                                |                                |                           |                           |   |                            |                            |             |             |             |  |
|  |                                | A Serra Zanetti                | 4           |  |  | Alina Židkova T Perebyjnis     | Alina Židkova T Perebyjnis     | 8                         |                           |   |                            |                            |             |             |             |  |
|  | Claudine Schaul Abigail Spears | Claudine Schaul Abigail Spears | 8           |  |  | Claudine Schaul Abigail Spears | Claudine Schaul Abigail Spears | 4                         |                           |   |                            |                            |             |             |             |  |
|  | Denisa Chládková Ľ Kurhajcová  | Denisa Chládková Ľ Kurhajcová  | 3           |  |  |                                |                                |                           |                           |   | Alina Židkova T Perebyjnis | Alina Židkova T Perebyjnis | 7           | 4           | 5           |  |
|  | R Dragomir-Ilie Andreea Vanc   | R Dragomir-Ilie Andreea Vanc   | 8           |  |  |                                |                                | S Cohen-Aloro Selima Sfar | S Cohen-Aloro Selima Sfar | 5 | 6                          | 7                          |             |             |             |  |
|  | Angela Haynes Ahsha Rolle      | Angela Haynes Ahsha Rolle      | 5           |  |  | R Dragomir-Ilie Andreea Vanc   | R Dragomir-Ilie Andreea Vanc   | 3                         |                           |   |                            |                            |             |             |             |  |
|  | 2                              | S Cohen-Aloro Selima Sfar      | 8           |  |  | S Cohen-Aloro Selima Sfar      | S Cohen-Aloro Selima Sfar      | 8                         |                           |   |                            |                            |             |             |             |  |
|  |                                | Caroline Dhenin Marta Marrero  | 3           |  |  |                                |                                |                           |                           |   |                            |                            |             |             |             |  |